# 도주하는 범죄자 원칙
도주하는 범죄자 원칙은 영미 커먼로 형법상의 원칙으로 중범죄를 저지르고 도주중인 범죄자에 대해 치명적인 물리력을 사용할 수 있다는 것이다.
경찰관은 다음과 같은 요건에서 도망치는 흉악범(중범죄자)에 대해 치명적인 물리력(즉, 살상 무기)을 사용할 수 있다.
1. 살상 무기의 사용이 중범죄자의 도주를 방지하는 데 필수적인 경우
2. 도망치는 중범죄자가 경찰관을 무기로 위협하거나, 경찰관이 그 중범죄가 고통을 수반하는 범죄를 저질렀거나 심각한 신체적 손상의 고통을 위협했다고 믿을 만한 상당한 근거를 가지고 있는 경우
3. 경찰관이 그 중범죄자에게 가능한 경우 당장에라도 살상 무기를 사용하겠다고 몇 번 경고한 경우

## 같이 보기
- 미국 수정 헌법 제4조